# Плюхина (Махньовський міський округ)
Плю́хина (рос. Плюхина) — присілок у складі Махньовського міського округу Свердловської області.
Населення — 4 особи (2010, 7 у 2002).
Національний склад населення станом на 2002 рік: росіяни — 86 %.